# Liste der Mitglieder des Österreichischen Bundesrates aus Vorarlberg
Diese Liste bietet einen Überblick über alle Mitglieder des österreichischen Bundesrates, die vom Vorarlberger Landtag entsandt wurden. Der österreichische Bundesrat fungiert im parlamentarischen System der Republik Österreich als Vertretung der Gliedstaaten, also der österreichischen Bundesländer. Aus dem Bundesland Vorarlberg werden vom Vorarlberger Landtag seit der Gründung im Jahr 1920 jeweils drei Personen als Mitglieder des Bundesrates nach Wien entsandt.

## Mitglieder aus Vorarlberg (Liste)
| Name                    | Partei | Partei | Amtszeit            | Gesetzgebungsperioden                                 | Anmerkung |
| ----------------------- | ------ | ------ | ------------------- | ----------------------------------------------------- | --- |
| Bösch Herbert           |        | SPÖ    | 1989–1994           | XVII, XVIII                                           | 24. Oktober 1989 – 18. Oktober 1994 |
| Bösch Reinhard Eugen    |        | FPÖ    | 1994–1999           | XVIII, XIX, XX                                        | 19. Oktober 1994 – 6. November 1994 (FPÖ), 7. November 1994 – 19. Oktober 1999 (F)                                                                    |
| Bösch Walter            |        | SPÖ    | 1974–1989           | XIII, XIV, XV, XVI, XVII                              | 04. November 1974 – 23. Oktober 1989 |
| Brunner Magnus          |        | ÖVP    | 2009–2020           | XXIV, XXV, XXVI, XXVII                                | 01. Mai 2009 – 13. Januar 2020 |
| Bürkle Hans             |        | ÖVP    | 1959–1979           | IX, X, XI, XII, XIII, XIV, XV                         | 29. Oktober 1959 – 5. November 1979 |
| Drexel Karl             |        | CSP    | 1920–1923           | I                                                     | 01. Dezember 1920 – 6. November 1923 |
| Eder Heike              |        | ÖVP    | 2019–2024           | XXVII, XXVIII                                         | 06. November 2019 – 23. Oktober 2024 |
| Einwallner Reinhold     |        | SPÖ    | 2004–2009           | XXII, XXIII, XXIV                                     | 05. Oktober 2004 – 13. Oktober 2009 |
| Ender Otto              |        | CSP    | 1920–1934           | I, II, III, IV                                        | 01. Dezember 1920 – 2. Mai 1934 |
| Ess Martina             |        | ÖVP    | 2018–2019           | XXVI, XXVII                                           | 11. Oktober 2018 – 5. November 2019 |
| Gantner Wilhelm         |        | ÖVP    | 1992–1994           | XVIII                                                 | 15. September 1992 – 18. Oktober 1994 |
| Giesinger Ilse          |        | ÖVP    | 1991–2004           | XVIII, XIX, XX, XXI, XXII                             | 26. Oktober 1991 – 4. Oktober 2004 |
| Gross Adi               |        | GRÜNE  | 2019–2024           | XXVII, XXVIII                                         | 06. November 2019 – 5. November 2024 |
| Hagen Christoph         |        | FPÖ    | 1999–2004           | XX, XXI, XXII                                         | 20. Oktober 1999 – 4. Oktober 2004 (F) |
| Ilg Ulrich              |        | CSP    | 1934                | IV                                                    | 27. April 1934 – 2. Mai 1934 |
| Jäckel Sandra           |        | FPÖ    | 2024–               | XXVIII                                                | ab 6. November 2024 |
| Kolb Ernst              |        | ÖVP    | 1949–1959           | VI, VII, VIII, IX                                     | 08. November 1949 – 29. Oktober 1959 |
| Längle Christoph        |        | FPÖ    | 2014–2019           | XXV, XXVI, XXVII                                      | 15. Oktober 2014 – 5. November 2019; am 16. Mai 2019 aus der FPÖ ausgetreten und danach parteiloser Mandatar im Bundesrat                             |
| Leissing Eugen          |        | ÖVP    | 1945–1949           | V                                                     | 19. Dezember 1945 – 25. Oktober 1949 |
| Linder Anton            |        | SDAP   | 1920–1934           | I, II, III, IV                                        | 01. Dezember 1920 – 17. Februar 1934 |
| Ludescher Georg         |        | ÖVP    | 1982–1992           | XV, XVI, XVII, XVIII                                  | 01. Januar 1982 – 14. September 1992 |
| Mayer Edgar             |        | ÖVP    | 2004–2018           | XXII, XXIII, XXIV, XXV, XXVI                          | 05. Oktober 2004 – 30. September 2018 |
| Mayrhauser Anton        |        | SPÖ    | 1954–1969           | VII, VIII, IX, X, XI                                  | 29. Oktober 1954 – 29. Oktober 1969 |
| Mellich Franz           |        | SPÖ    | 1945–1949           | V                                                     | 19. Dezember 1945 – 25. Oktober 1949 |
| Michalke Cornelia       |        | FPÖ    | 2009–2014           | XXIV, XXV                                             | 14. Oktober 2009 – 4. November 2009 (fraktionslos), 5. November 2009 – 14. Oktober 2014 (FPÖ)                                                         |
| Pitschmann Hans         |        | ÖVP    | 1962–1981           | IX, X, XI, XII, XIII, XIV, XV                         | 14. März 1962 – 31. Dezember 1981 |
| Schneider Emil          |        | CSP    | 1923–1934           | II, III, IV                                           | 20. November 1923 – 2. Mai 1934 |
| Schwarz-Fuchs Christine |        | ÖVP    | 2020–               | XXVII, XXVIII                                         | ab 14. Januar 2020 |
| Schwarzmann Viktor      |        | SPÖ    | 1969–1974           | XI, XII, XIII                                         | 29. Oktober 1969 – 2. Juli 1974 |
| Thoma Christoph         |        | ÖVP    | 2024–               | XXVIII                                                | ab 6. November 2024 |
| Ulmer Ferdinand         |        | WdU    | 1949–1954           | V, VI, VII                                            | 25. Oktober 1949 – 29. Oktober 1954 |
| Vogel Bernhard          |        | SPÖ    | 1974                | XIII                                                  | 02. Juli 1974 – 4. November 1974 |
| Vögel Adolf             |        | ÖVP    | 1947–1962           | V, VI, VII, VIII, IX                                  | 20. Februar 1947 – 9. März 1962 |
| Weiss Jürgen            |        | ÖVP    | 1979–1991 1994–2009 | XV, XVI, XVII, XVIII, XIX, XX, XXI, XXII, XXIII, XXIV | 06. November 1979 – 25. Oktober 1991, 19. Oktober 1994 – 30. April 2009; zwischen 1991 und 1994 Bundesminister für Föderalismus und Verwaltungsreform |
| Winsauer Ernst          |        | ÖVP    | 1945–1946           | V                                                     | 19. Dezember 1945 – 3. August 1946 |